# Колања
Колања је насеље у Италији у округу Ређо Емилија, региону Емилија-Ромања.
Према процени из 2011. у насељу је живело 399 становника. Насеље се налази на надморској висини од 838 м.

## Становништво
| 1951. | 1961. | 1971. | 1981. | 1991. | 2001. | 2011. |
| ----- | ----- | ----- | ----- | ----- | ----- | ----- |
| 2.494 | 2.019 | 1.379 | 1.242 | 1.112 | 1.005 | 971   |